# ۳۰۱ (قمری)
۳۰۱ (قمری)، سیصد و یکمین سال در گاهشماری هجری قمری است. اول محرم این سال برابر با دوازدهم اوت سال ۹۱۳ میلادی است.

## رویدادها
- ناصر کبیر (ابومحمد حسن اطروش) شکست سختی به سپاه سامانی در رود بورود در شرق چالوس وارد آورد و مالکیت طبرستان را بار دیگر به دست علویان انداخت.

## درگذشتگان
- ۱ جمادی‌الاول - احمد بن اسماعیل سامانی فرمانروای سامانی